# Мукаррабун

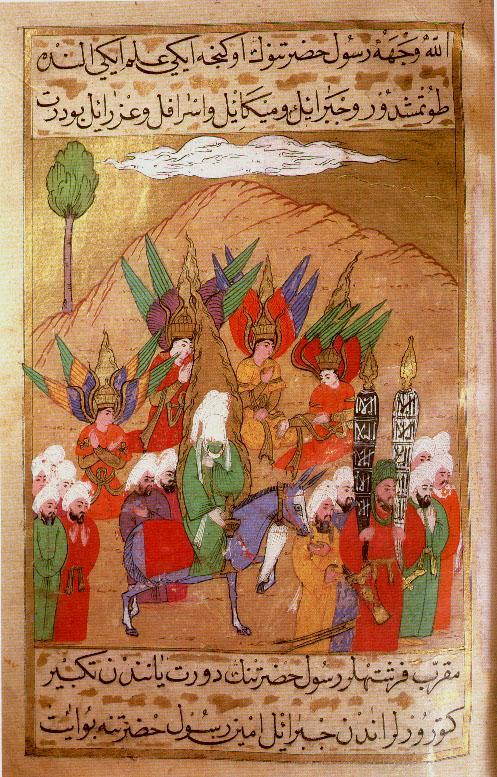
Мухаммед и ангелы-мукаррабун. (Жизнеописание Пророка, 1595 г.)

Мукаррабу́н (араб. الْمُقَرَّبُونَ‎ —  приближённые‎) или макрибу́н — в исламе: три ангела высшей категории Джибриль (Гавриил), Микаил (Михаил) и Исрафил (Рафаил). Являются самыми приближёнными к Аллаху ангелами, по сравнению с другими.
Мукаррабун упоминаются в 172 аяте суры Ан-Ниса:

Никогда не возгордится Мессия над тем, чтобы быть рабом Аллаху, ни ангелы приближенные! 
А кто возгордится над служением Ему и вознесется, - тех собирает Он к Себе всех. 
—  4:172 (Крачковский)
Коран относит к «приближённым» (мукаррабун) Аллаха и пророка Ису (Иисус). Это давало повод некоторым мусульманским богословам говорить о том, что природа Исы наполовину ангельская.